# 黎文悅
黎文悅（越南语：／?；1763年或1764年—1832年7月3日）越南阮朝將軍，他曾協助阮福映（後為嘉隆帝）平定西山起義、統一越南並且建立阮朝。1802年阮福映即位之後，黎文悅成為高級官僚，歷仕嘉隆帝、明命帝兩朝。泰文史料稱其為翁達恭，音譯自越南語「左軍公」（/翁左軍）。
黎文悅出生在前江省的一個農民家庭，後來加入了舊阮君主阮福映的軍隊，反抗西山軍。由於黎文悅的軍事才能，他在阮軍中平步青雲，並且在平定西山軍戰役結束之前成為一位統帥。在阮朝建立之後，黎文悅成為一名高級官僚，並被任命為南圻（今越南南部）的總鎮。
黎文悅統治期間，南圻逐漸趨於穩定並且高速發展，成為一個富庶的地區。而在另一方面，黎文悅反對明命帝的繼位以及明命帝對傳教士和基督徒的敵視政策。這種態度使黎文悅與明命帝陷入關係緊張，明命帝在其死後掘毀其墳墓，這激怒了黎文悅的養子黎文，導致黎文起兵叛亂。後來紹治帝給黎文悅平反並重修了他的墳墓。

## 早年生涯
黎文悅出生在越南湄公河三角洲下游的定祥（位於今前江省周城縣），父母都是農民。黎文悅一族的祖先為黎文孝，來自廣義省彰義縣（今廣義省慕德縣），在阮主的南進運動中來到了南部。黎文悅的父親名叫黎文檖。黎文檖生有四子，黎文悅是其長子。根據《大南正編列傳初集》的記載，黎文悅「生而隱宮，刑體短小精悍，有材力」。由此可知，黎文悅天生就是一位雙性人。

## 阮福映的將軍
1780年，黎文悅成為阮福映王子身邊的一名宦官。阮福映是阮主阮福淳的侄兒，在1777年西山朝推翻阮主政權的時候倖免於難。阮福映及其少數支持者逃往極南部湄公河三角洲的茂密叢林之中。後來阮福映任命黎文悅為自己衛隊的該奇（指揮官）。從1777年起，西山軍和舊阮軍互相攻擊，戰局的優勢方變換。
1782年，西山軍再次襲擊嘉定（即後來的胡志明市），阮福映在黎文悅的保護下逃到了富國島。1787年，黎文悅開始組織並統帥自己的部隊，並獨立招募新兵。1788年，法國傳教士百多祿與阮福映成為朋友，阮福映以給予傳教特權為條件，使百多祿前往法國招募軍官，戰局的天平開始傾向舊阮。1788年，阮福映奪回了嘉定，此後再也沒有放棄此城。從此以後，阮福映將嘉定城改造成西貢城堡，以此為根據地鞏固了周圍地區，為消滅西山軍做出準備。
1789年，阮福映任命黎文悅為將軍。此後黎文悅在多次戰役中配合其主公對抗西山軍。戰事接連不斷地發生，阮軍包圍了西山軍的根據地，而這些戰事大部分以中南沿海一帶的芽莊和歸仁為中心。1801年，黎文悅的水軍在耐港戰勝。這是西山軍徹底覆滅的轉折點。同年一位親密戰友宋曰福在對西山軍的戰鬥中陣亡，黎文悅在暴怒中開始屠殺所有遇到的敵人，這遭到了阮福映的斥責。此後的戰役中阮福映多不在戰場，包括歸仁保衛戰和進攻西山朝都城富春（今順化）的戰鬥。然而，阮軍在富春的門戶思容海口意外地遭到重創。阮福映發現無法突破西山軍的正面防線之後，派遣黎文悅率海軍從背面夾擊。黎文悅及監軍黎質擊敗西山軍，迫使其主將西山朝駙馬阮文治（原名范文治）逃亡，為阮軍攻佔富春鋪平了道路。
1802年，阮福映奪取了富春，建立阮朝，年號嘉隆。黎文悅被封為欽差掌左軍營平西將軍，奉命征討西山軍控制下的北河。1802年10月，黎文悅佔領北河，將其更名為北城，標誌著阮軍徹底消滅西山軍。
黎文悅與其他百多祿從法國招募來的軍官一樣，其戰略在阮朝的建立中扮演著重要角色。

## 阮朝官員
從1802年至1812年，黎文悅作為越南的高級將領，駐守皇城順化。1812年，嘉隆帝任命黎文悅為嘉定總鎮。此時的嘉定總鎮，不僅管轄南圻，還負責管理柬埔寨。
嘉定總鎮一職擁有重權；雖然如今史料並未詳細記載嘉定總鎮負責的具體事務，但根據朝廷的史料可以推斷出，嘉定總鎮擁有「裁決訴訟、自行任免官員」的權利。嘉定總鎮只需在自行處理後報告朝廷。嘉隆帝信任黎文悅及其南方夥伴；黎文悅的幕僚全是南圻人，北圻人則不受重用。這使得黎文悅集團得到底層百姓的支持和擁護，勢力越來越壯大。為得到更多人的支持，黎文悅收留了土匪、強盜以及因為明朝滅亡逃亡越南的華人，任命合格者為官，鼓勵他們融入越南社會。在當時的體制下，黎文悅將其老部下分派到各個不同的部門，希望他們對自己的忠心。
1812年，暹羅支持柬埔寨王安贊二世（匿螉禛）的弟弟安斯農（匿螉原）等叛亂奪位，安贊二世逃往嘉定。1813年，黎文悅得到嘉隆帝的同意之後，率兵一萬人進入柬埔寨，擊退暹羅軍。黎文悅讓安贊二世復位，並在柬埔寨境內建立了南榮（在今金邊）、盧淹（今干丹省勒維恩縣）兩座城池。黎文悅此舉確定了越南對柬埔寨的管轄權，正式將柬埔寨變為越南的保護國，提高了自己的威望。另一方面，黎文悅對國內的治理十分有效，穩定了南部，獲得了「同奈白虎」（Cọp Gấm Đồng Nai）的綽號。作為嘉隆帝最信任的官員，黎文悅往往充當著皇帝與來訪的歐洲商人、特使之間溝通的渠道。1820年代初，黎文悅派遣阮文度、潘達率一支使團尋求英國官員的支持，希望購買武器。但使團在風暴中迷路，飄至緬甸沿岸時遭到扣押。在柬埔寨成為越南保護國之後，黎文悅成為外交上的強硬派人物，他主張聯合緬甸對抗暹羅，並表達了越南有擊敗暹羅、稱霸東南亞的信心。

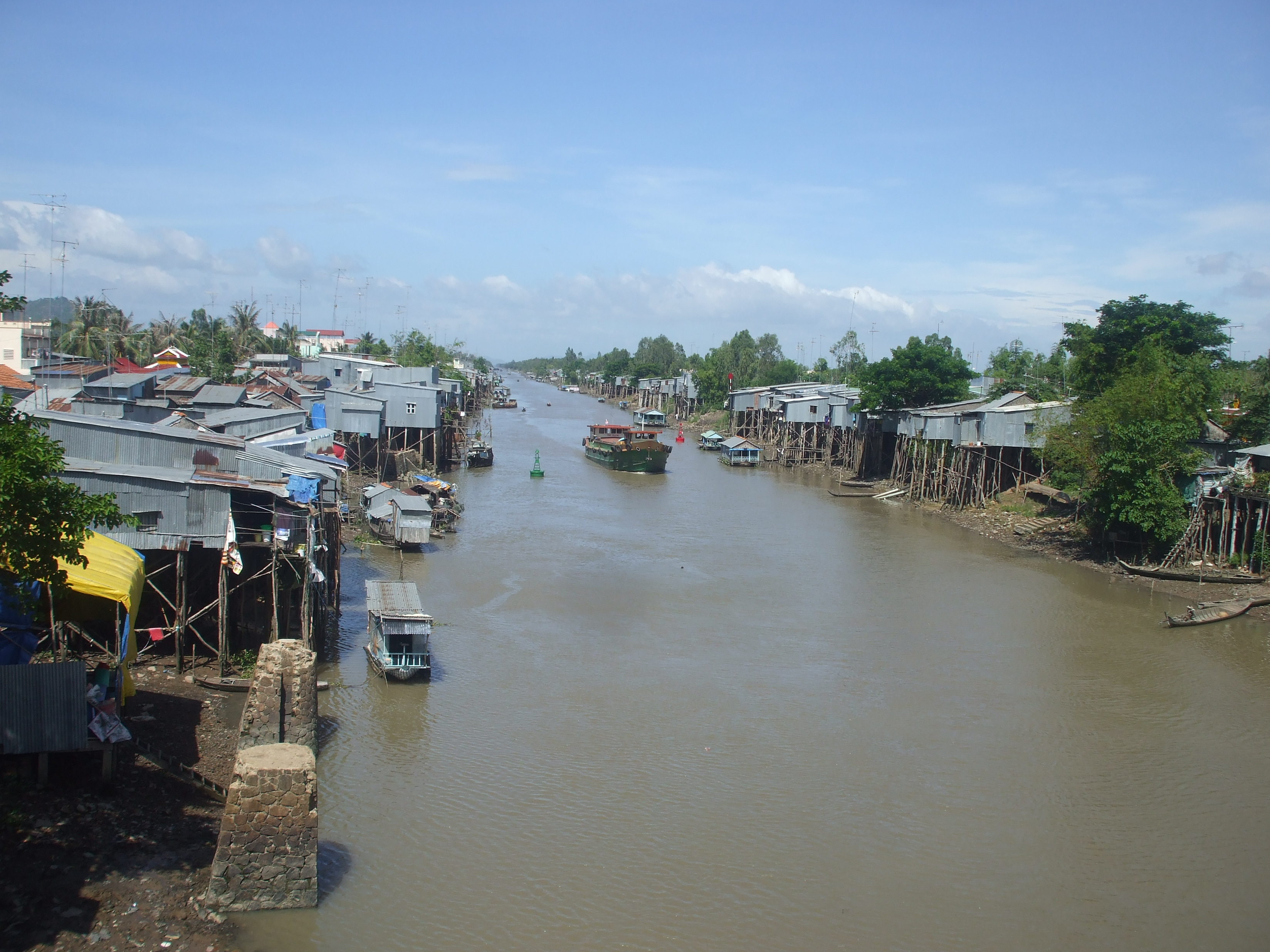
黎文悅主持挖掘的永濟運河，目前仍是南圻的重要運河

1815年，嘉隆帝召黎文悅回朝，鎮壓中圻蜂起的叛亂。1819年，黎文悅在中圻的乂安和北圻的清化，為嘉隆帝鎮壓了叛亂。在此期間，他收高平地區原少數民族叛軍首領阮祐為養子，改名黎文，並將其推薦給朝廷。後來黎文𠐤被黎文悅帶到嘉定，任副衛尉一職。在嘉隆帝統治結束前的四年裡，黎文悅成為越南朝廷的最高官員。黎文悅與另一位南圻人范登興，是嘉隆帝臨終前在場的兩位托孤大臣。嘉隆帝讓黎文悅統帥神策軍五營。
在安撫了中圻之後，黎文悅於1820年被明命帝重新任命為嘉定總鎮。後來明命帝提高了黎文悅的權力，使他能夠監視前來南圻貿易的外國船隻、從柬埔寨徵收稅賦，並且擁有徵收進出口關稅的權力。這使得黎文悅能夠從這片土地肥沃、木料豐富的地域獲得巨大的經濟收入，使這片領地迅猛發展。
在重新成為嘉定總鎮的初期，黎文悅鎮壓了柬埔寨人的叛亂，並將一萬多人新增為納稅人，從而使朝廷得到了新的財政收入。他監督重建了南圻水路重要門戶——永濟運河。而且，黎文悅成功平息了叛亂和犯罪事件，加強了南圻、柬埔寨對外貿易。黎文悅的政策大大穩定了南圻並使其高速發展，使其變成富有和穩定的地區。明命帝肯定其功績，賜予黎文悅玉帶，這在古代是巨大的榮耀。明命帝還將一個公主許配給黎文悅的養子。
黎文悅也介入了宮廷鬥爭之中。他與北城總鎮中軍阮文誠陷入殊死鬥爭中，阮文誠則是嘉隆帝的另一位開國功臣。黎文悅得到了阮文誠原來的心腹阮祐儀的幫助。後來，另一名曾經在阮文誠麾下效命的士兵混入黎文悅軍營裡，遭到逮捕。黎文悅聲稱此人招供自己是阮文誠派來暗殺黎文悅的刺客。
此外，黎文悅在1824年告發故太子阮福景的皇妃宋氏涓與長子應和公阮福美堂亂倫，並將皇妃溺死。黎文悅此舉有效地剷除了阮福景後代對皇位的威脅。

### 與明命帝的衝突
事實上，黎文悅與明命帝的關係非常緊張。嘉隆帝從歐洲招募軍官而奪取皇位，雖然嘉隆帝為了感謝百多祿，允許傳教士在越南傳教，但他建立了一個傳統的朝廷。對於天主教對越南傳統祖宗信仰的譴責，嘉隆帝表示非常驚愕；皇太子阮福景皈依天主教後拒絕向祖宗牌位行禮，甚至在寺院裡拉屎。
阮福景在對抗西山軍的戰爭中因天花死去，其子嗣本可以成為皇位繼承人。但嘉隆帝卻在1816年冊封庶子阮福膽為皇太子，這就是後來的明命帝。嘉隆帝之所以選擇阮福膽，是因為阮福膽思想保守、厭惡西方，而阮福景一脈已經皈依天主教，拋棄了儒家傳統已經祖宗信仰。嘉隆帝囑咐阮福膽，要求他尊重歐洲人特別是法國人，但不要給予他們任何優待。
黎文悅在嘉隆帝立儲的時候反對明命帝，因此明命帝不喜歡他。黎文悅及其幕僚傾向於支持天主教徒，並支持阮福景的後裔登上皇位。其結果便是黎文悅在天主教社群中得到尊敬。歷史學家馬克·麥克利奧（Mark McLeod）認為，作為一個事實上獨立地區的首領，黎文悅更希望繼任的是一位年幼或者柔弱的君主。黎文悅並非出生士族家庭，且沒有受過傳統儒家思想的教育，他更重視軍事需要。黎文悅更感興趣的是，加強同歐洲人的來往可以獲得大量武器，而沒有像朝廷那樣對社會被西方化的擔心。可以推斷，嘉隆帝擔心阮福景18歲的兒子阮福美堂年幼且容易被人操縱，擔心阮福美堂一旦即位後可能被西方化而忘本；而阮福膽（明命帝）年已26歲，相比之下更加成熟。嘉隆帝也意識到天主教神父反對立阮福膽為儲君。
明命帝即位後，開始限制天主教的發展。他頒佈禁止天主教傳播的法令，把天主教定為邪教。他把天主教當成侵略者，當他看到來越南的傳教士越來越多的時候更加肯定了這種想法。
由於歐洲人在阮軍與西山軍的戰爭中扮演的角色，以及百多祿在尋求歐洲援助中扮演的角色，黎文悅違背皇帝的命令，將越南天主教徒和歐洲人保護起來。這與明命帝的鎖國政策和儒家政治完全相反。為了保護天主教徒，黎文悅向明命帝上奏摺，聲稱天主教徒對阮朝建立的餘恩未報。明命帝收到奏摺後，將全國的傳教士集中到了順化皇城，表面上要求他們翻譯西方的書籍，事實上是希望越南的天主教徒放棄信仰。北圻和中圻都執行了這個命令，但黎文悅統治的南圻卻拒絕了，明命帝只得忍耐。與此同時，南圻的天主教徒們依然公開活動，公開祈禱並且未受到當地官員的阻撓。在明命帝及其大臣的眼裡，南圻儼然成為黎文悅的獨立王國。
黎文悅收容犯罪者和原叛軍成員的政治傾向，也與明命帝陷入對立。19世紀初期，阮朝剛剛建立，越南持續不斷地發生叛亂，以北圻和中圻最為嚴重。這導致大量叛軍分子、犯罪者和強盜被捕。有相當數量的人逃往南圻。這些人中包括了黎文悅在平定北圻、中圻叛亂時俘虜的大量叛軍分子。黎文悅赦免並收編了這些人，讓他們為自己效忠。這些叛軍分子為避免遭到懲罰，攜家小來到南圻勞動，其中一部分後來獲得赦免。黎文悅和嘉隆帝都曾授予投誠的西山朝官員官職以示權威，由於人才不足，這些政策一直延續直到明命帝即位為止。黎文悅希望延續這項政策，向明命帝上奏摺，但遭到了拒絕。明命帝回覆說這項政策就像釋放一隻猴子讓它爬樹一樣。在明命帝看來，任命罪犯和叛亂者違反了儒家的執政理念，有損國家威望，而黎文悅則僅僅看重實用性。
1820年代，黎文悅改善了對前來南圻的華人的政策，這大大激化了他與明命帝的矛盾。黎文悅將一位華僑商人收為養子，並且非常重用他，讓他負責對外貿易。此人也是對中國貿易的代理人。此時南圻盛產大米，明命帝禁止其出口到外國；但南圻的價格比海外低，其價格在五年內以50%至100%的速度上漲。與此同時，鴉片的需求不斷上升。人們認為這個被黎文悅重用的華僑非法高價出口大米，並在回程中同中國移民一起運來鴉片。黎文悅不贊成皇帝所支持的這種觀點，認為雙方都從事非法貿易，此外中國移民的鴉片成癮應該譴責，而不是中國商人攜帶鴉片。.歷史學家諾拉·庫克（Nola Cooke）認為，黎文悅的觀點是貌似真實的騙局，並且推測明命帝的立場是越南承當更多不均衡的中國勢力的後果，禁止中國商人運送鴉片來越南。黎文悅希望給予新的中國移民更多的稅收減免，鼓勵了這些移民使該地區發展加快。明命帝則懷疑者是一個騙局，黎文悅另有企圖。不過黎文悅違反了明命帝的命令，推行稅收減免政策。由於受到非法出口大米、進口鴉片的牽連，明命帝於1827年禁止中國人渡海來越南貿易。但這些禁令輕而易舉地被商人規避，這些商人通過巴結黎文悅登記了欺騙性的記錄，這些記錄往往使用的是中國商人的越南籍妻子名字登記的。黎文悅死後，明命帝才得以對這種欺騙性的海外貿易進行打擊。
由於黎文悅在南方的態度和聲望，明命帝一度緩和了他的政策，允許基督教傳教士佈道。但這也激化了朝廷與南方幕僚之間的矛盾，明命帝非常迫切地想要削減南方的自治權力。皇帝慢慢收回他們的兵權，試圖用逐漸移除黎文悅身邊幕僚的方法削減他的權力。
1821年，明命帝派遣兩位親信前往南圻，管理教育方面事務。其中的一個目的是他們能夠監視科舉考試和教育制度，這使朝廷能夠決定誰能在朝廷供職，然後逐漸讓這些朝廷中意的人選分據南圻的各個職務。然而他們的嘗試遭到黎文悅及其幕僚的阻撓和迴避，兩年以後以失敗告終，被迫回到京城。1823年，黎文悅的一名下屬戶曹參知陳日永遭到侍衛陳文情的彈劾，指責他涉及大米黑市和經營妓院。黎文悅制止了這場訴訟，反而要求明命帝處死陳文情。但是幾年以後，黎文悅無法處理這個事件，陳日永被押往北圻，不久被投入大牢；陳日永的官職則被明命帝的一名親信取代。1826年，黎文悅抵制朝廷將自己下屬親信官員免職的命令，導致明命帝下詔批評他，並宣佈將南圻的任命權歸屬於朝廷。翌年黎文悅未經朝廷批准便處決了犯人，導致了明命帝的再次批評，並說死刑的最終裁決權歸屬於朝廷。
1829年，黎文悅派往經略柬埔寨的助手阮文瑞逝世，給予黎文悅又一個打擊。黎文悅推薦幕僚阮文春為繼任者，但明命帝以阮文春年老為由拒絕，任命順化的官員統制阮文宣、兵部左參知裴德明來經略柬埔寨。明命帝要求裴德明與黎文悅合作，但裴明德官職為兵部左參知，位在黎文悅之上，逐漸架空了黎文悅的權力。1831年，就在黎文悅臨終前，明命帝開始將其軍隊肢解並派往越南各地，派遣皇族將軍阮文奎來到嘉定，以分黎文悅總鎮之權。南圻的奏摺只有同時經阮文奎和黎文悅的簽名才能交給朝廷。如此的分權引起了南圻人對朝廷的不滿，並使地域主義觀念加強。

## 家族和個人生活
黎文悅有一位名叫杜氏忿（Đỗ Thị Phận）的妻子。除了黎文之外，黎文悅還有一個名叫黎文燕（Lê Văn Yen）的養子，娶嘉隆帝的女兒玉琂公主為妻。
黎文悅通常被認為是一個嚴厲、暴躁而公正的人，因此也受到人們的敬畏。不少低級官員和軍官不願與他直接交談，一些高級官員也是如此。之後的史料則更加負面地渲染黎文悅的嚴厲。後世的皇家史官潘叔直則稱，黎文悅有時候會痛打狗，或者將無罪的地方高官斬首。黎文悅也被認為是一個怪人，他使用三十名「上人」作為自己的僕人，並且在府邸裡養了一百隻雞和一百隻狗。每當他辦公回府的時候，他會讓一隻老虎和五十隻狗跟在自己後面。1825年，米歇爾-德·沙依諾（Michel-Duc Chaigneau，越南名字為阮文德，是讓-巴蒂斯特·沙依諾的侄兒）隨官方使團訪問嘉定，描述黎文悅「兼具軍事和行政才幹，人們畏懼他，但由於他的公正，人們發自內心地愛戴他」。
他也因喜好鬥雞、㗰劇和宮廷舞蹈而知名，而這些全是南圻民間的愛好。據說他曾開玩笑地在嘉隆帝面前對鬥雞發表長篇演說，有時候為了鼓勵為自己唱戲的優伶而親自擊鼓。他是南圻人民間信仰的神祇的保護者。
喬治·芬利森（George Finlayson）於1822年作為英國派往嘉定的官員，描述黎文悅是一位穿著樸素得與平民相似的人物。芬利森說黎文悅「有智慧的眼光，能讓人從內心至軀體地尊敬他：他有豐滿而溫柔，面貌鬆弛有皺紋，無鬚，長得像老女人，其聲音也尖銳地像女人一樣。」
黎文悅的不拘小節使他在明命帝時代的朝廷裡遇到了很多麻煩，明命帝在儒家思想上比父親更保守。年輕的官員把黎文悅及其幕僚當作野蠻人，而老將們隨著時間的推移，認為在朝廷裡越來越不得志。嘉隆帝是個直截、坦率的人，而明命帝在對待臣下時所表現的態度模棱兩可。這歸因於嘉隆帝在戰爭年代裡長大，需要依靠武將，而這需要直率和果斷；而明命帝的成長期處在在阮朝建立初期，與文臣們有更多接觸。明命帝也被認為是一位安靜好學的君主。在1824年一次上京之後，黎文悅發現朝廷令他非常不得志。對一位同僚說：
朝廷選拔新的官員並希望確立起統治體系。我們同時軍人背景出身，我們只知道直截了當地表達自己所想並迅速行動。因此有時候違反了他們的宮廷規矩。我們從本質上與他們不同。我們最好放棄自己的職位……以避免可能的誤會。——
黎文悅以及與其同在南圻的黎質將軍一起提出辭職，但明命帝拒絕了這個請求。黎文悅請求在宮廷裡得到一個職務，但明命帝懷疑他策劃一場宮廷政變，因此拒絕了這個請求。黎文悅被送回遠離京城的南圻。

## 逝世與傳說

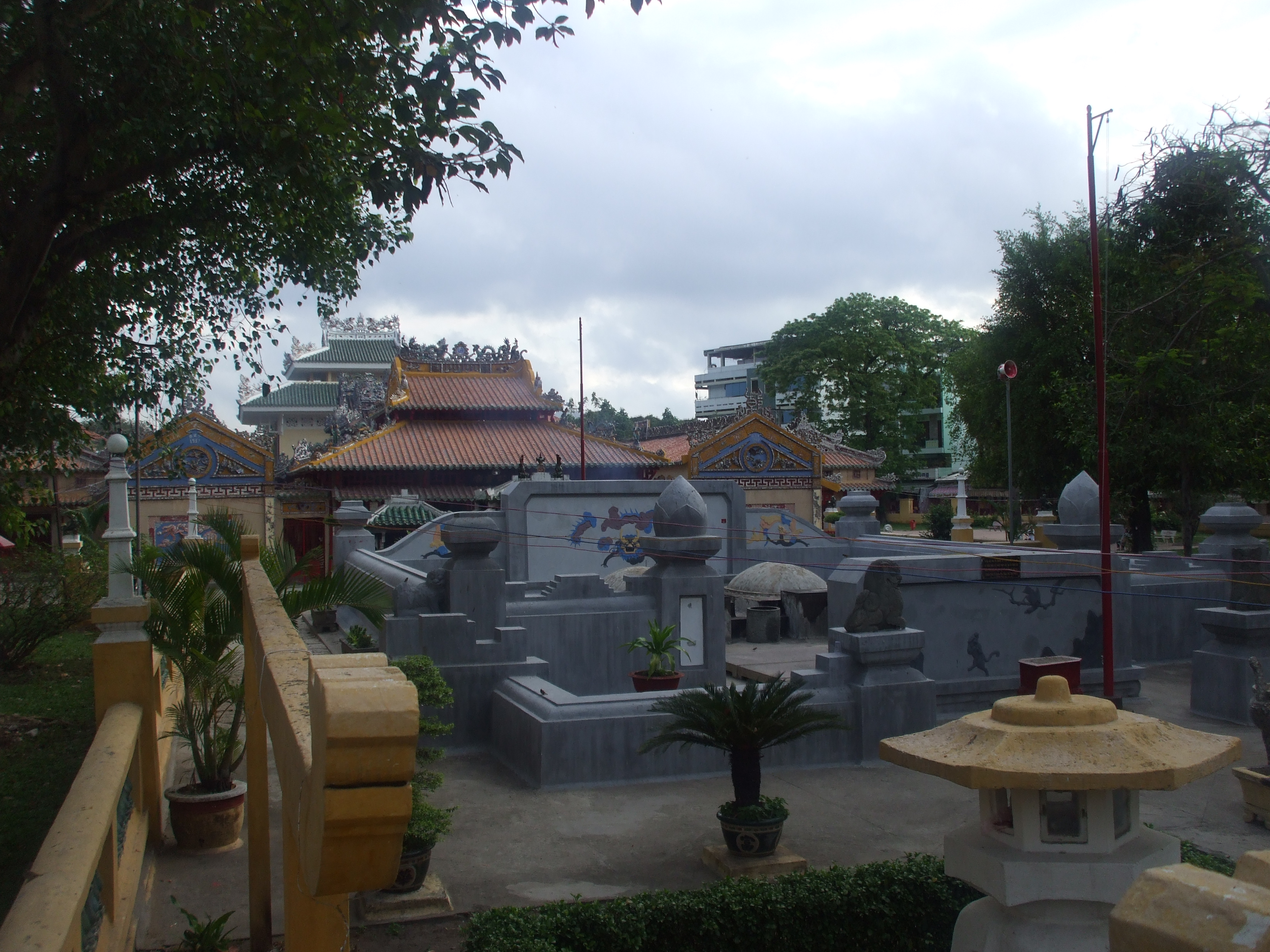
黎文悅之墓

1832年7月3日，黎文悅在嘉定城逝世，享年68歲。追贈少保郡公，諡威毅。葬於嘉定的平和（位於今胡志明市平盛郡）。當地人將其墳墓稱為「翁伯昭陵」，又稱「上公廟」。
黎文悅之死使得南圻失去與朝廷分庭抗禮的資本，明命帝得以在南圻行使權力。明命帝試圖削減黎文悅繼任者的權力，因此廢除了嘉定總鎮的職務，改其為藩安省（又稱嘉定省），將南圻直接置於朝廷統治之下。就在黎文悅死後不久，明命帝派遣阮文桂為總督、白春元為布政使、阮章達為按察使，來到了南圻，接管了南圻軍政等一切事務。新上任的布政使白春元立即對黎文悅及其黨羽展開調查，並上奏朝廷，聲稱黎文悅黨羽涉嫌腐敗和濫用職權。
奉命調查黎文悅案的白春元上奏朝廷，要求褫奪黎文悅的諡號。明命帝下詔拆毀黎文悅的墳墓，處死了黎文悅十六名親屬，並逮捕其重要黨羽。黎文悅的養子黎文越獄逃跑，並於1833年5月10日發動叛亂。
黎文之亂持續了三年，叛軍得到了暹羅人的支持，並曾短暫地控制南圻。明命帝將黎文悅的墳墓夷平，在其墳墓原址豎立石碑，上書「權閹黎文悅伏法處」。直到紹治帝繼位之後，阮朝朝廷才給黎文悅平反，並修復了他的墳墓。此後的嗣德帝再次拆毀其墳墓，改為國家紀念碑。
法屬印度支那殖民地建立之後，儘管法國當局試圖消滅越南傳統體系和習俗，但黎文悅一直受到尊敬。此後，一位名叫阮忠直的漁民率領農民軍反抗法國的殖民統治，他自稱得到黎文悅的托夢，指示他如何作戰。儘管如此，黎文悅仍受殖民政府尊敬。1937年，殖民政府的幾名官員和一些商界精英一起出資，修復並擴大了黎文悅的墳墓。在越南共和國（南越）時期，黎文悅被南越政府當作一位偉大的民族英雄，其肖像出現在南越的100盾紙幣之上，不少著名的街道也以他的名字命名。相比之下，越共對黎文悅的評價不高，現今的越南政府認為黎文悅在法國殖民入侵越南期間扮演著重要角色。而黎文悅所效力的阮朝則被越共看作是「封建」、「反動」的朝廷。在1975年西貢淪陷之後，黎文悅的墳墓因為缺乏政府的保護而開始老化，而以黎文悅名字命名的街道都被改名。直到2008年，越南政府才對黎文悅墓進行修復，並允許在公開場合上演描繪其一生的戲劇。
然而，黎文悅仍是南圻人廣為崇拜的最重要的一位地方英雄。

## 流行文化中的形象

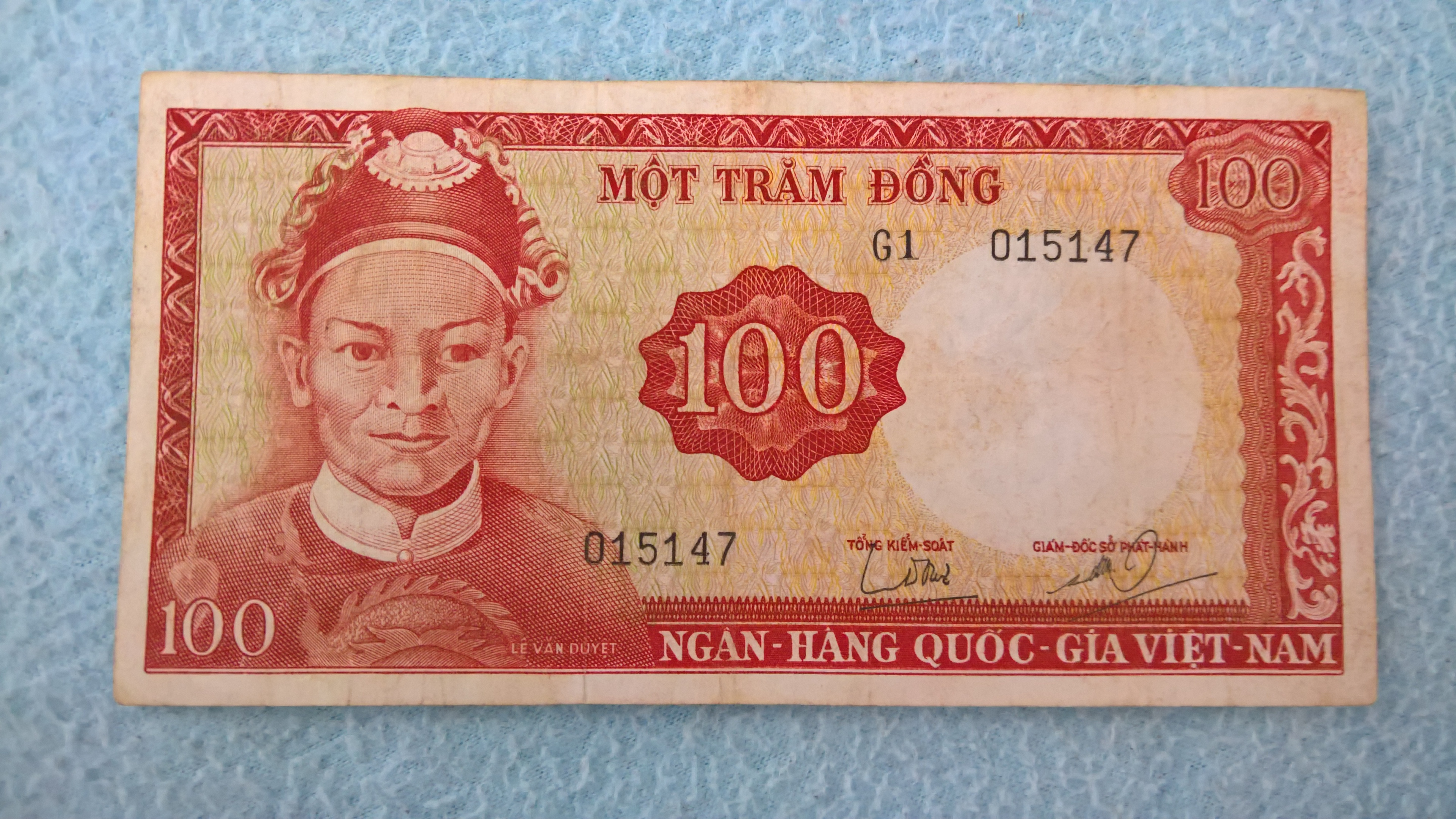
越南共和国纸币上的黎文悅像

黎文悅與阮文張、阮文仁、阮黃德、張進寶五人，被越南人並稱為「嘉定五虎將」。此外，南圻人多將黎文悅尊稱為「德左軍」（Đức Tả Quân）。
1966年，越南共和國發行的100南越盾鈔票上印有黎文悅的肖像，以示紀念。

## 腳註
腳註
1. ↑  黎文悅並非真正意義上的宦官，而是一名天生的雙性人。(參見：Nguyễn Khắc Thuần (1998), Việt sử giai thoại (History of Vietnam's tales), vol. 8, Vietnam Education Publishing House, p. 55).
2. ↑  越南爆發西山起義之後，柬埔寨全境都變為暹羅的附庸國。阮朝建立之後，越南立安贊二世（匿螉禛）為柬埔寨國王，並給予嘉定總鎮經略柬埔寨的權力。(參見 Choi, p. 53)

引用
1. ↑  เจ้าพระยาทิพากรวงศ์ (ขำ บุนนาค). . .   [2019-07-03]. （原始内容存档于2020-04-02）.
2. ↑  Huỳnh Minh, p. 128.
3. ↑  .   [2012-11-18]. （原始内容存档于2021-07-01）.
4. 1 2  Huỳnh Minh, p. 129.
5. 1 2 3  Hall, pp. 423–429.
6. 1 2 3 4 5 6  Choi, p. 52.
7. ↑  Mantienne, p. 522.
8. ↑  Mantienne, p. 520.
9. 1 2 3  Choi, p. 54.
10. ↑  Trần Trọng Kim, pp. 394–395.
11. 1 2  Trần Trọng Kim, p. 395.
12. ↑  Huỳnh Minh, pp. 129–130.
13. 1 2  Choi, p. 48.
14. ↑  Choi, pp. 48–49.
15. ↑  Choi, pp. 60–75.
16. ↑  Cooke, p. 86.
17. 1 2 3  Choi, p. 53.
18. ↑  Trần Trọng Kim, pp. 412–413.
19. ↑  Huỳnh Minh, pp. 130–131.
20. ↑  . . Encyclopædia Britannica Inc. 2009  [14 August 2009]. （原始内容存档于2013-06-15）.
21. ↑  .   [2012-11-18]. （原始内容存档于2016-03-05）.
22. ↑  Ngaosīvat and Pheuiphanh Ngaosyvathn, pp. 98–101.
23. 1 2 3 4  Huỳnh Minh, p. 131.
24. 1 2 3  Choi, p. 58.
25. ↑  .   [2012-11-18]. （原始内容存档于2016-03-05）.
26. ↑  Choi, pp. 69–70.
27. ↑  Choi, pp. 58–59.
28. ↑  Buttinger, pp. 241, 311.
29. ↑  Buttinger, pp. 310, 262.
30. 1 2  Buttinger, p. 268.
31. ↑  Buttinger, p. 269.
32. ↑  Choi, pp. 56–57.
33. 1 2 3 4 5  McLeod, p. 24.
34. 1 2  McLeod, p. 26.
35. ↑  McLeod, p. 27.
36. ↑  Choi, pp. 60–61.
37. ↑  Hall, p. 608.
38. ↑  McLeod, p. 28.
39. 1 2  Choi, p. 83.
40. ↑  Choi, p. 67.
41. ↑  Choi, pp. 68–69.
42. ↑  Choi, p. 69.
43. 1 2 3 4 5 6  Cooke, pp. 86–94.
44. 1 2  Choi, pp. 70–75.
45. ↑  Cooke, p. 87.
46. ↑  Choi, p. 79.
47. 1 2  Choi, p. 80.
48. ↑  McLeod, pp. 28–29.
49. 1 2 3  Choi, p. 84.
50. ↑  Choi, p. 51.
51. 1 2 3  Choi, p. 85.
52. 1 2 3 4  McLeod, p. 29.
53. ↑  Choi, p. 86.
54. ↑  黎文燕是黎文豐的兒子，也是黎文悅的侄兒。後被黎文悅收為養子。（參見《大南正編列傳·卷二十二·黎文悅上 （页面存档备份，存于）》）
55. ↑  .   [2012-11-18]. （原始内容存档于2016-03-05）.
56. 1 2  Choi, pp. 54–55.
57. ↑  《大南正編列傳初集·卷二十二·黎文悅上 （页面存档备份，存于）》：「悅秉性峭直，治軍嚴切，將吏莫敢仰視。當辰勳舊諸大臣亦嚴憚之。」
58. 1 2 3 4 5 6  Choi, p. 55.
59. ↑  Do, p. 59.
60. ↑  Huỳnh Minh, pp. 211–212.
61. 1 2 3 4  Choi, p. 59.
62. ↑  Choi, pp. 59–60.
63. ↑  Huỳnh Minh, pp. 132–133.
64. ↑  Huỳnh Minh, p. 133.
65. 1 2  Huỳnh Minh, p. 48.
66. 1 2 3  Taylor, p. 210.
67. ↑  Ray, Dragicevich, & Louis, p. 351.
68. ↑  Dodd & Lewis, p. 101
69. ↑  （越南文）Hoàng Hải. . The Thao Van Hoa Newspapers. 2008  [11 February 2010]. （原始内容存档于2010年1月15日）.
70. ↑  （越南文）H.O. . Tuoi Tre newspaper. 2008  [11 February 2009].[永久]
71. ↑  Choi, pp. 53–54.
72. ↑  Huỳnh Minh, p. 124.
73. ↑  .   [2018-11-03]. （原始内容存档于2018-11-03）.